# تاریخ حیوانات

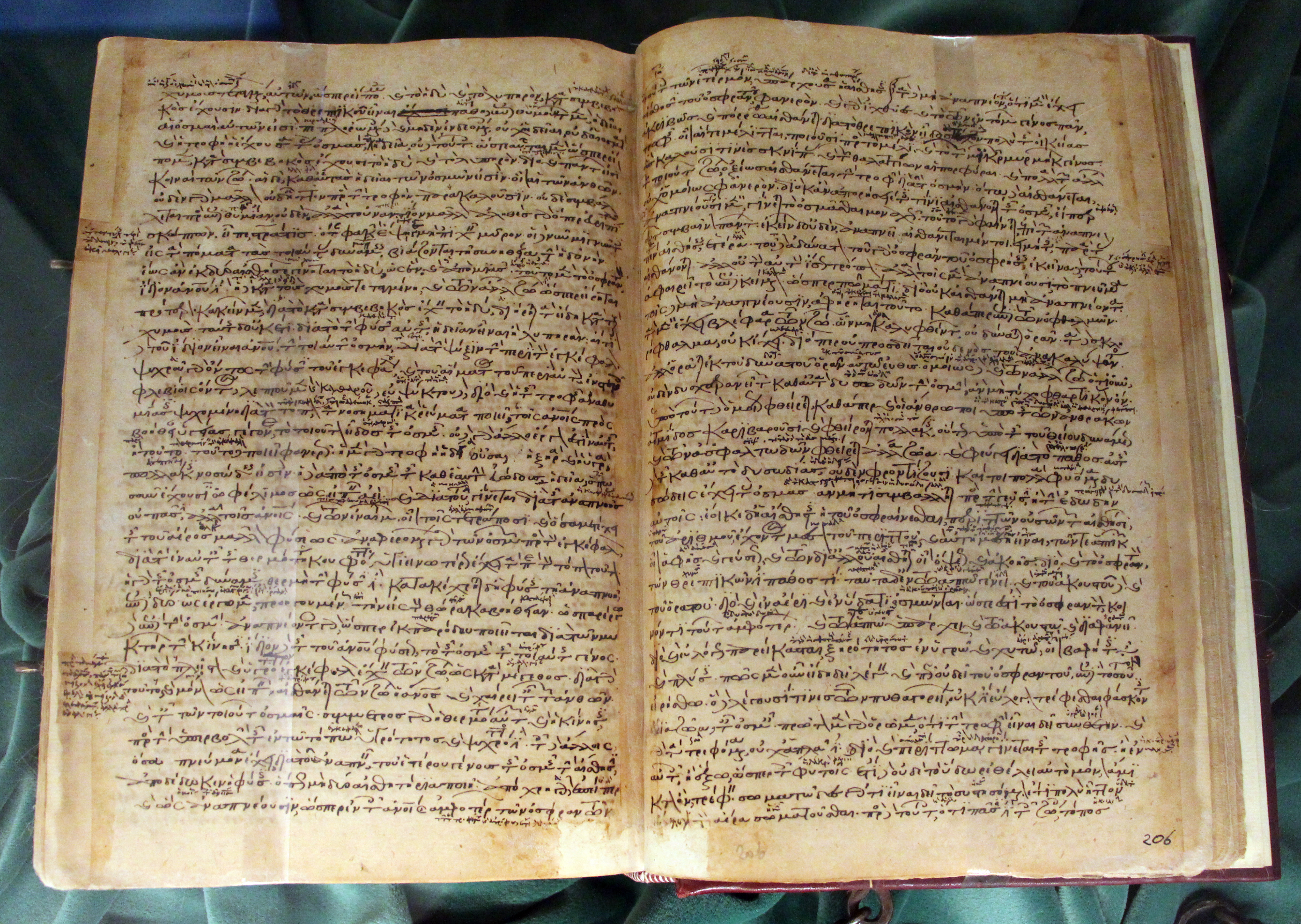
تاریخ حیوانات قسطنطنیه قرن دوازدهم

تاریخ حیوانات یا تاریخ جانوران (زبان یونانی: Τῶν περὶ τὰ ζῷα ἱστοριῶν) یکی از متون اصلی در زیست‌شناسی ارسطو توسط فیلسوف یونان باستان ارسطو است که در آکادمی افلاطون در آتن تحصیل کرده بود. در سدۀ چهارم پیش از میلاد نوشته شده‌است. ارسطو در سال ۳۲۲ پیش از میلاد درگذشت.